# San Luis Jilotepeque
San Luis Jilotepeque – miasto w południowo-wschodniej Gwatemali, w departamencie Jalapa, około 35 km na wschód od stolicy departamentu, miasta Jalapa, oraz około 70 km od granicy z Hondurasem. Miasto leży w kotlinie, na wysokości 792 m n.p.m., u podnóża gór Sierra Madre de Chiapas. Według danych szacunkowych w 2012 roku liczba ludności miasta wyniosła 11 548 mieszkańców.

## Gmina San Luis Jilotepeque
Jest siedzibą władz gminy o tej samej nazwie, która w 2012 roku liczyła 25 335 mieszkańców. Gmina jak na warunki Gwatemali jest nieduża, a jej powierzchnia obejmuje 296 km². Teren gminy ma charakter górzysty ze szczytami wznoszącymi się powyżej 2000 m n.p.m.